# Charles Beck
Charles Beck, (1798-1866), fugido da Alemanha antes da revolução de 1848, foi um dos pioneiros da ginástica norte-americana. Contratado para ensinar latim experimental na escola Round Hill em Massachusetts, estabeleceu o primeiro ginásio da América do Norte a formar estudantes usando as técnicas de Friedrich Ludwig Jahn, inclusive traduzindo uma de suas publicações para o inglês. Sua iniciativa, marcou o início da influência alemã na ginástica estadunidense, apesar de ainda introduziada em esportes mais praticados, como o futebol, o hóquei e o beisebol. Na universidade, migrou para literatura e abandonou a educação física.